# Citroën Berlingo

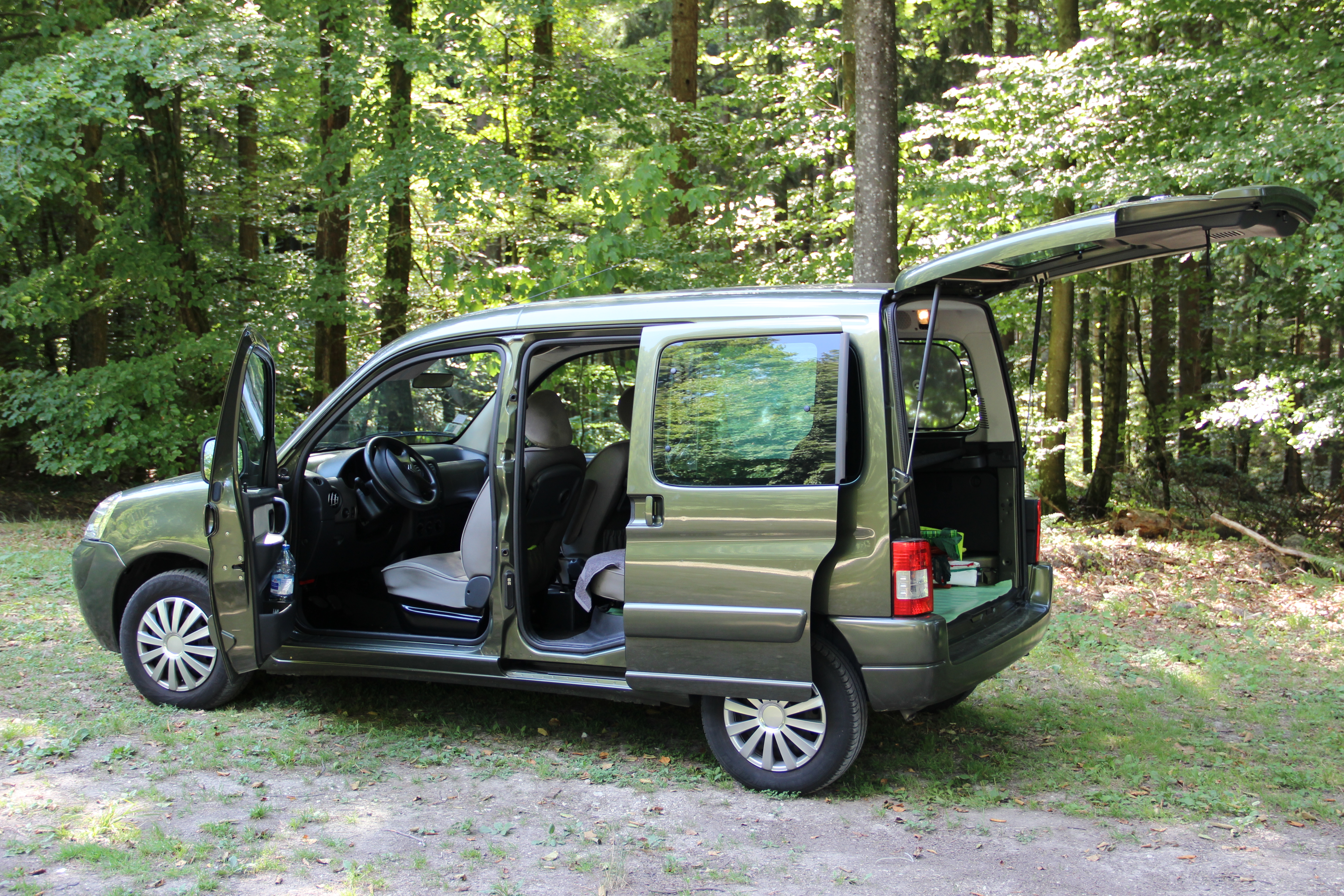
Un Berlingo I phase 2 en version Multispace.

Le Citroën Berlingo est un modèle automobile du constructeur automobile français Citroën. Code Projet M49. 
Le Berlingo est la première camionnette moyenne mono-volume (la caisse arrière n'est pas rapportée sur un avant de berline). Il a été lancé en juillet 1996 dans sa première version, en 2008 pour la deuxième génération et 2018 pour la troisième.
Le Berlingo existe en plusieurs versions : véhicule particulier à 5 places (ou 7 places à partir de la troisième génération) et véhicule utilitaire léger.

## Berlingo I (1996-2008)

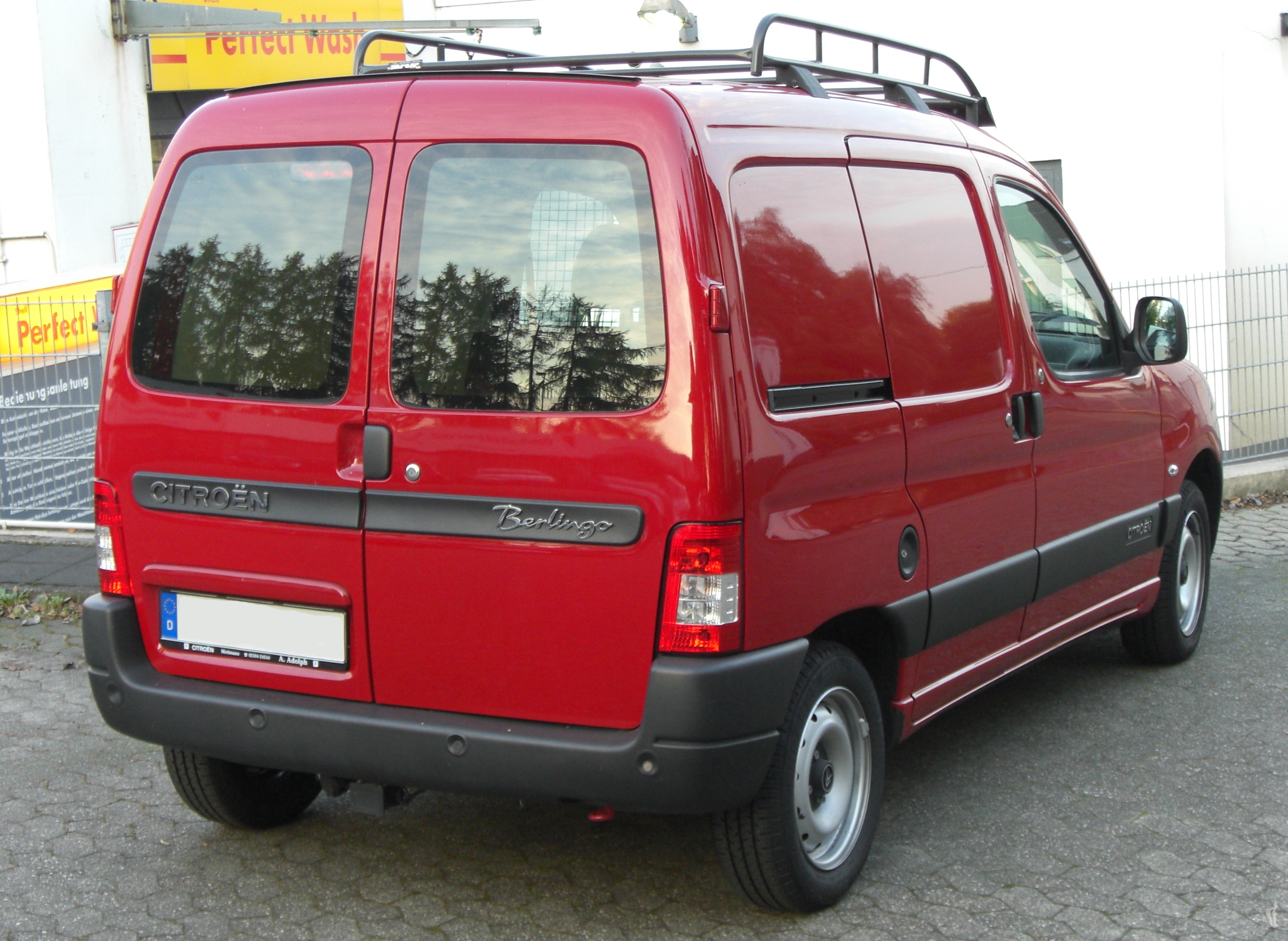
Citroën Berlingo First Camionnette

À l'origine, le Berlingo-Partner apparaît pour remplacer des camionnettes obsolètes, dont la conception remonte aux années 1980, voire 1970 (le C15 étant issu d'une Visa née en 1978). La version utilitaire est lancée en premier, et Citroën crée un marché en décidant, en 1996, de lancer en parallèle une version familiale, appelée "ludospace", et un peu plus haut de gamme par rapport à l'utilitaire (pare-chocs peints, meilleur choix de matériaux intérieurs et de coloris de peinture, hayon monobloc, moteur 1,8 litre essence disponible, meilleur choix d'options).

## Berlingo II (2008-2018)
Le Berlingo II apparaît en mai 2008 en même temps que la version Peugeot Partner II. Il remplace le Berlingo I qui continue à être produit pour certains marchés sous le nom Berlingo First.
Une version électrique avec un moteur de traction et une batterie dérivée de la Mitsubishi i-MiEV était disponible à partir de 2013. En mars 2017, une Citroën e-Berlingo Multispace à cinq places a été annoncée.

### Production et ventes
Le Berlingo II est produit à Vigo (Espagne) et  Mangualde (Portugal).
Le graphique ci-dessous représente le nombre de Berlingo II vendues en tant que voitures particulières en France durant toutes les années dites "pleines" de sa carrière (les années où le modèle est produit sur les 12 mois de l'année).
Pour des raisons techniques, il est temporairement impossible d'afficher le graphique qui aurait dû être présenté ici.

## Berlingo III (2018-)
Le troisième opus du Citroën Berlingo sort à l'été 2018. Il est construit dans l'usines de Stellantis de Vigo (Espagne) et Mangualde (Portugal) en même temps que les nouveaux Peugeot Partner/Rifter, Opel/Vauxhall Combo,, puis Toyota ProAce City depuis 2019 et, depuis 2022, Fiat Doblò III. La version utilitaire adopte une calandre différente de celle du ludospace.